# Северна Косовска Митровица (община)
Община Северна Косовска Митровица (на сръбски: Општина Северна Косовска Митровица; на албански: Komuna e Mitrovicës Veriore, позната още като Община Северна Митровица) е община, разположена в Северно Косово, част от окръг Митровица. Съставена е от 3 населени места, с обща площ от 122,4 км2. Административен център е Северна Косовска Митровица. Населението на общината според преброяването през 2011 г. е 12 326 души.

## География

### Населени места
Общината е съставена от 3 населени места – град Северна Косовска Митровица (отделил се от град Косовска Митровица), както и селата – Горни Суви До и Долни Суви До.

## Население
Населението на общината според преброяването на населението, проведено от Агенцията за статистика на Косово през 2011 г. е 12 326 души, от тях 867 (7,03 %) албанци, а 11 459 (92,96 %) сърби и други етнически групи.
Според оценки на временната администрация на ООН в Косово населението на общината през 2010 г. е 29 460 души, от които:
- 22 530 (76,47 %) – сърби
- 4 900 (16,63 %) – албанци
- 1 000 (3,39 %) – бошняци
- 580 (1,96 %) – горани
- 210 (0,71 %) – турци
- 200 (0,67 %) – цигани
- 40 (0,13 %) – ашкалии